# 陈建新
陈建新（1992年6月15日—），北京延庆旧县镇人，中国男子轮椅冰壶运动员。2018年冬季残疾人奥林匹克运动会和2022年冬季残疾人奥林匹克运动会轮椅冰壸金牌得主，2021年世界轮椅冰壶锦标赛冠军。目前担任中国轮椅冰壶队三垒兼副队长。

## 个人经历
2010年因为交通事故导致高位截瘫。2013年11月，陈建新进入北京市轮椅击剑队练习击剑，后转移到北京轮椅冰壶队，随即在2014年轮椅冰壶全国锦标赛上获得第四名，半决赛输给实力强大的黑龙江队。2015年在全国第九届残疾人运动会轮椅冰壶比赛中夺得冠军。
2018年3月17日，在韩国平昌举办的冬季残疾人奥林匹克运动会上与队友王蒙、刘微、王海涛、张强获得轮椅冰壶金牌，这是中国代表团在冬季残疾人奥林匹克运动会上获得的首枚金牌。
2021年10月30日，在北京举办的2021年北京轮椅冰壶世锦赛（「相约北京」冬残奥会测试赛）上，陈建新与队友闫卓、孙玉龙、王海涛、张明亮一起获得冠军。
2022年，陈建新参加2022年冬季残疾人奥林匹克运动会，并成为北京2022年冬残奥会火炬传递第一棒火炬手，在开幕式上代表全体参赛选手宣誓。2022年3月12日，陈建新与队友闫卓、孙玉龙、王海涛、张明亮一起获得金牌。

## 资料来源
1. ↑  . m.sohu.com.   [2022-03-07]. （原始内容存档于2022-03-20）.
2. ↑  . www.thefirst.cn.   [2022-03-07]. （原始内容存档于2022-03-07）.
3. ↑  . m.xinhuanet.com.   [2022-02-21]. （原始内容存档于2022-02-21）.
4. ↑  . www.chinanews.com.cn.   [2022-02-21]. （原始内容存档于2022-02-21）.
5. ↑  . www.takungpao.com.   [2022-03-07]. （原始内容存档于2022-03-20）.